# Витулкас, Йоргос
Йоргос Витулкас  (греч. Γιώργος Βυθούλκας, греч. George Vithoulkas, Георгос; родился 25 июля 1932, Афины, Греция) — греческий преподаватель и практик гомеопатии, автор книг по гомеопатии и общим вопросам здравоохранения.

## Биография
Витулкас родился в греческой столице в 1932 году. Получил среднее техническое образование. В 1956 году, работая в греческой технической компании в одном из её подрядов в Южной Африке, Витулкас, «совершенно случайно», познакомился с гомеопатией. В его биографических данных присутствует не совсем ясная фраза «учился гомеопатии в Южной Африке», но его интерес к гомеопатии привёл его в Индию, где его лечебная практика приобрела большую известность, в результате чего он стал личным врачом индийского философа Кришнамурти. Сопровождая Кришнамурти в его поездках и выступлениях в Европе, Витулкас оказался в 1965 году в Швейцарии, где познакомился с гречанкой невропатологом и психиатром Ирини Баха, которая в дальнейшем сыграла огромную роль в утверждении и развитии гомеопатии в Греции. Ирини Баха прибыла в Швейцарию с единственной целью слушать речь Кришнамурти. Она узнала от Витулкаса о том, чем является гомеопатия. Идея воодушевила её и, при поощрении Витулкаса, она решила посвятить себя гомеопатии. Баха записалась на лондонский Факультет гомеопатии (Faculty of Homeopathy), где по завершении учёбы получила соответствующий диплом. В 1966 году Витулкас получил диплом гомеопатии в «Индийском Институте Гомеопатии» (Indian Institute of Homeopathy), после чего решил вернуться в Грецию.

## Состояние гомеопатии в Греции в 60-е годы
Как и в других странах Европы, гомеопатия, которая была заметной тенденцией в медицине XIX века, к середине XX века была почти предана забвению. Согласно профессору фармакологии К. Иоакимоглу, до 1966 «в Греции были считанные врачи практиковавшие гомеопатию». Среди них следует отметить врача И. Пикраменоса, который практиковал гомеопатию многие десятилетия, до самой своей смерти. Но Пикраменос не оставил после себя ни школы, ни последователей, за исключением собственного сына. Иоакимоглу пишет, что гомеопатия в Греции «погасла вместе с Пикраменосом и возродилась только с возвращением в страну Витулкаса».

## Возрождение гомеопатии
Заслуга Витулкаса в основном заключается в том, что он вновь «извлёк» гомеопатию на поверхность и утвердил её во всём мире, хотя и второстепенной, но значимой тенденцией в медицине, борясь также за её систематизацию и возвращение к классическому подходу, персонализирующему лечение каждого отдельного больного.
Витулкас вернулся в Грецию в 1966 году. Он сразу вышел на Ирини Баха, вместе с которой начал практиковать гомеопатию, преодолевая практические и бюрократические трудности. Положительные лечебные результаты и устная молва в короткий срок расширили их клиентуру. Через 2 года возникла необходимость более организованного представления и распространения гомеопатической медицины. К этому моменту вышла первая книга Витулкаса, «Гомеопатическая Медицина — медицина будущего» (книга выдержала 10 изданий и была переведена на 13 языков). Одновременно И. Баха нашла союзника в лице своего бывшего учителя и известного в столичных медицинских кругах профессора клиники Афинского университета, Спироса Гарзониса. Гарзонис решил попробовать на практике идеи предложенные Витулкасом-Баха, получив более чем обнадёживающие результаты, поддерживаемые восторженными отзывами хронических больных.
В 1969 году в Афинах, с большим успехом, состоялся XXIV Всемирный съезд Общества Гомеопатической Медицины (Ε.Μ.Η.Ι.). Участники съезда с удивлением отметили динамизм и прогресс маленькой группы своих греческих единомышленников и коллег. В последующие 2 года к группе присоединился психиатр С. Патеракис, зубной врач С. Пикраменос (сын покойного гомеопата И. Пикраменоса) и фармацевт П. Дзиванидис. Растущий интерес больных к гомеопатии дал возможность группе начать с 1970 года уроки гомеопатической фармакологии, теории и анализа случаев среди молодых врачей и студентов. Число последователей гомеопатии росло с геометрической прогрессией и в 1971 году было создано «Греческое Общество Гомеопатической Медицины» (Ε.Ε.Ο.Ι, которое стало членом Ε.Μ.Η.Ι.), поставившее своей целью продвижении и распространение гомеопатии как науки. Ε.Ε.Ο.Ι разработало четырёхгодичную образовательную программу, для теоретической и практической подготовки врачей гомеопатов. Общество провело 2 Всемирных и 8 Всегреческих Гомеопатических конгрессов. Кроме этого Ε.Ε.Ο.Ι приобрело и профсоюзный характер, став связующим звеном с Медицинским обществом Греции и с государственными органами.

## Центр Гомеопатической медицины
Растущий интерес к гомеопатическому образованию позволил Витулкасу в 1974 году создать в Афинах «Центр Гомеопатической Медицины» (Κέντρο Ομοιοπαθητικής Ιατρικής — Κ.Ο.Ι.). Κ.Ο.Ι. получил всемирную известность и стал полюсом притяжения врачей интересующихся гомеопатией, приезжавших в Афины для получения соответствующей переподготовки. По случаю XXXIV Всемирного конгресса Ε.Μ.Η.Ι., состоявшегося в Афинах в 1976 году, Витулкас организовал свой первый семинар переподготовки. Успех семинара был таким, что после этого сотни иностранных врачей прибывают на ежегодные Международные Гомеопатические Семинары, которые Джордж Витулкас (как на английский лад его именуют русскоязычные источники) организовывал первоначально в Афинах, а затем на острове Алонисос.
С 1995 года Витулкас открыл на острове Алонисос Международную Академию Классической Гомеотерапии (Academy for Classical Homeopathy — I.A.C.H.), с целью предоставить последипломное образование гомеопатам. Она посвящена исключительно учению Гомеопатической медицины. Кроме этого, многие греческие выпускники Центра создали аналогичные в нескольких городах Греции и Кипра.
Между тем, объём работы «Центра» (впоследствии Академии) вынудил Витулкаса передать управление им свои коллегам, посвятив себя лекциям и семинарам во многих странах мира. Это позволило ему также создать в Калифорнии Международную организацию для продвижения гомеопатии («The international foundation of promotion of homeopathy»).

## Экспертная система Витулкаса
Одним из самых значительных вкладов Витулкаса в гомеопатию является созданная им (в период 1987—1991), в сотрудничестве с университетом бельгийского города Намюр Экспертная система  'VES'(Vithoulkas Expert System), которая была включена в программу RADAR. Система стала необходимым подспорьем для сотен гомеопатов во всём мире.

## Издательская деятельность
В 1970 году Витулкас издал на английском свою работу «Наука гомеопатии» («The science of homeopathy»), которая была переведена на многие языки.
В 1972 году Витулкас начал издавать «Греческий гомеопатический журнал».
Витулкас является автором ряда книг по гомеопатии, две из которых, «Гомеопатия: Медицина Нового Человека» (Homeopathy: Medicine of the New Man) и «Наука Гомеопатия» (The Science of Homeopathy), были переведены на многие языки. Сегодня он пишет и издаёт справочную работу по гомеопатическим средствам Materia Medica Viva. Завершено издание 12 томов, ожидается издание ещё 16 томов.

## Признание
В 1996 году Витулкасу была присуждена Премия «За правильный образ жизни»
Согласно цитате при присуждении Витулкасу премии Right Livelihood award, его книги «оказали глубокое влияние на принятие и практику гомеопатии во всём мире.»
Робин Шохет (Robin Shohet) описывает Витулкаса как «маэстро классической гомеопатии». Л. Морган (Lyle Morgan) заявляет, что Витулкас «широко считается как величайший из ныне живущих гомеопатических теоретиков»; и Скотт Шеннон (Scott Shannon) именует его «современным мастером гомеотерапии.» Пол Экинс приписывает Витулкасу возрождение доверия к гомеопатии.
В российских гомеопатических изданиях его вклад характеризуется следующим образом: «Основной вклад Дж. Витулкаса в медицину заключается в восстановлении Классической (Ганеманновской) гомеопатии в Европе и в США. Он сделал ясную интерпретации трудов С. Ганеманна (основателя классической гомеопатии), что позволяет обучающимся возможность оценить эффекты классической гомеопатии».
Витулкас стал почётным профессором Академии медицинских наук в Москве, профессором Киевской медицинской академии имени П. Л. Шупика, сотрудничающим профессором Баскского медицинского университета (2001—2004) и почётным доктором Университета медицины и фармацевтики имени Виктора Бабеша в румынском городе Тимишоара. В 2000 году, за свой вклад в гомеопатию, был награждён Золотой медалью Венгерской республики. В том же году Витулкас был награждён Министром здравоохранения Индии золотой медалью «Гомеопат тысячелетия». В 2015 году он стал почётным профессором румынского университета медицины и фармацевтики Hatieganu в городе Клуж-Напока.
В энциклопедии «Папирос — Ларуш — Британика», Витулкасу посвящена статья в 3 столбца, где он упоминается как «корифей гомеопатии, из самых известных реформаторов гомеопатии в XX веке, который придал новый импульс лечебной гомеопатии на научной основе». Его деятельность также упоминается в издании «Who is Who in the World» (18th edition, p.2.293). Он является автором сотен научных статей и книг. Его книги переведены на 22 языка мира.
Биография Витулкаса была опубликована в книге на немецком «Георгос Витулкас, Мастер гомеопат, Биография и эпизоды» (Georgos Vithoulkas Der Meister-Homöopath Biographie und Fälle) написанной журналистом Клоттеном (Peter Clotten) и гомеопатом Сюзан Пфейфер (Susan Pfeifer), которая училась в его Международной Академии Классической гомеотерапии

## Критика
Как и гомеопатия в целом, Витулкас подвергается критике представителей классической медицины, как у себя на родине, так и, в силу его международного признания как гомеопата, и на международном уровне.
В 1978 году Энтони Кэмпбелл, бывший тогда врачом-консультантом в Королевском Лондонском гомеопатическом госпитале (Royal London Homeopathic Hospital) сделал обзор и рецензию Науки Гомеопатия. Он критиковал Витулкаса за подставление утверждений, в качестве твёрдых положений и построения почти бессмысленных аргументов, на основе сомнительной теории болезни. Он описал риторику, выдвинутую Витулкасом (представляя его аргумент, что давать «аллопатические наркотики» — вредно и их следует избегать), как безответственное заявление, которое может ввести в заблуждение несчастного неспециалиста в отказе от ортодоксального лечения, упоминая претензии (заявления) Витулкаса, «в ходе разработки аргумента, что 'аллопатические лекарства' вредны и их следует избегать» и что сифилис, когда его лечат антибиотиками, на ранних стадиях будет подавлен, но он проявится на второй и третьей стадиях. Тем не менее Кэмпбелл осознавал, что книга Витулкаса предоставляет хорошее, хотя и догматическое, описание принципов и практики «классической» гомеотерапии
В ответ, Витулкас цитирует различные медицинские исследования, утверждает что они поддерживают его заявления, что Пенициллины «могут подавлять первичный сифилис, будучи не в состоянии предотвратить коварное развитие третичной фазы, особенно проявляющуюся при психозе»
Витулкас вступает в конфликт с научными исследованиями, которые показывают, что лечение пенициллином имеет своим результатом полное излечение от сифилиса в более чем 90 % случаев.
Несмотря на его международное признание, в самой Греции отношение к Витулкасу со стороны представителей классической медицины носит сдержанный характер.
Не располагаем данными о каком либо его награждении греческими властями или медицинскими и университетскими учреждениями, кроме того, что он является почётным профессором «Эгейского университета».
Характерна детальная критика работ Витулкаса, опубликованная профессором патологии Аристотелева университета в Салониках, Иоаннисом Кунтурасом. Примечательно, что Кунтурас критикует Витулкаса не только как медик, но и как православный христианин, «убеждаясь, что потенциальная или очевидная фальшь последователей гомеопатии может противоречить православной вере».
Кунтурас резко отзывается о попытках именовать премию «За правильный образ жизни» (которой был награждён Витулкас) «Альтернативной Нобелевской премией» или Нобелевской премией альтернативной медицины, подчёркивая, что эта премия не имеет никакого отношения к Нобелевским премиям.
Свою детальную научную и философскую критику работ Витулкаса, Кунтурас завершает следующим образом: «В заключение, всё указанное в гомеопатии выходит, разумеется, за пределы научной логики и находится в поле „метафизического“.
По сути, становится очевидным, что гомеопатия не имеет ничего общего с медицинской наукой,
основана на Восточном мистицизме-оккультизме, пытаясь ввести в заблуждение с использованием научных терминов, содержание которых однако изменяет.
Следовательно, здесь в высшей степени имеют место психоаналитические или другие подходы, у которых объектом исследования является Восточный мистицизм — оккультизм, на котором, как это было показано, основывается лечебная гомеопатия, лишённая научной основы».

## Сегодня
С конца первого десятилетия нового века, Витулкас постепенно ушёл от активной деятельности, предоставив руководство «Академией» и издательствами своим коллегам.
Он ведёт скромный образ жизни, уединившись на острове Алонисос, занятый в основном написанием своих книг.
Изредка оставляет свой остров для проведения семинаров и лекций по всему миру.

## Избранные работы
- «Гомеопатия: Медицина Нового человека» (Homeopathy: Medicine of the New Man (New York: Arco, 1979)
- «Наука Гомеопатии» (The Science of Homeopathy (New York: Grove Press, 1980)
- «Новая Модель Здоровья и Болезни» (A New Model for Health and Disease (North Atlantic Books, 1992)
- «Гомеопатия: Медицина Нового Тысячелетия» (Homeopathy: Medicine for the New Millennium (IACH, 2000) (Ομοιοπαθητική, Η ιατρική για τη νέα χιλιετία, εκδ. Παρισιανού Α.Ε. , 2001 ISBN 960-394-066-6, ISBN 978-960-394-066-1)
- Materia Medica Viva (IACH, 2000-) на сегодняшний день завершены 12 томов, планируются ещё 16
- «Суть Materia Medica» (The Essence of Materia Medica ISBN 8170211387
- «Гомеопатия, Новое измерение в медицине» (Ομοιοπαθητική, Η νέα διάσταση στην ιατρική Εκδόσεις Πατάκη, 2015 ISBN 978-960-16-5791-2)
- «Основные идеи гомеопатии» (Βασικές ιδέες της ομοιοπαθητικής, εκδ. Ιανός, 2008 ISBN 978-960-7827-82-1)
- «Гомеопатия, великий вызов для медицины» (Ομοιοπαθητική, η μεγάλη πρόκλιση για την ιατρική, Εκδοτικός Οίκος Α.Α. Λιβάνη, 2008 ISBN 978-960-14-1841-4)
- «Новое измерение в медицине» (Η νέα διάσταση στην Ιατρική, εκδ. Μαραθιά, 2000,

ISBN 960-511-012-1, ISBN 978-960-511-012-3)